# Günter Würfel
Der Mühlhäuser Günter Würfel (* 1934; † 8. August 2010) war von 1972 bis zu seinem Tode Vorsitzender des Festkomitees der Mühlhäuser Heimatfeste und Kirmesoberbürgermeister. 2004 wurde ihm die Ehrenbürgerschaft seiner Stadt verliehen.

## Leben und Werk
Mit den Traditionen der Mühlhäuser Kirmes wurde er in der Kirmesgemeinde Zöllnersgasse vertraut, deren Bürgermeister sein Vater war. Günter Würfel gehörte zunächst dem Lok-Spielmannszug an, der später in Spielmannszug der Stadt Mühlhausen umbenannt wurde. Erfolgreiche landesweite Festbeteiligungen mit dem Spielmannszug führten zur Wahl als Vorsitzender des Kreisausschusses der Spielmannszüge. Die Wahl zum Kirmesoberbürgermeister erfolgte 1972. In dieser Position gelang ihm der Erhalt der Mühlhäuser Kirmes als Straßen- und Nachbarschaftsfest. Er leistete auch einen wichtigen Beitrag für die Entwicklung der Städtepartnerschaften.